# Phil Foden
Philip Walter Foden (ur. 28 maja 2000 w Stockport) – angielski piłkarz, występujący na pozycji pomocnika w angielskim klubie Manchester City oraz w reprezentacji Anglii. Piłkarz roku Anglii w sezonie 2023/2024. Srebrny medalista Mistrzostw Europy 2020 oraz 2024. Zdobywca Ligi Mistrzów w sezonie 2022/23.

## Przebieg kariery
W pierwszej drużynie Manchesteru City Foden zadebiutował 21 listopada 2017 w meczu grupowym Ligi Mistrzów UEFA przeciwko Feyenoordowi, wchodząc na boisko w 75. minucie, zmieniając Yayę Touré. 6 grudnia 2017 w spotkaniu z Szachtarem Donieck ustanowił rekord Ligi Mistrzów, zostając najmłodszym angielskim piłkarzem, który zagrał w wyjściowym składzie. Miał wówczas 17 lat i 192 dni. W Premier League zadebiutował dziesięć dni później w wygranym 4:1 meczu z Tottenhamem Hotspur, wchodząc z ławki rezerwowych w 83. minucie za İlkaya Gündoğana.
W maju 2017 wraz z reprezentacją Anglii do lat 17 zdobył wicemistrzostwo Europy do lat 17. W październiku 2017 z tą samą kadrą zdobył mistrzostwo świata, strzelając w meczu finałowym przeciwko Hiszpanii dwie bramki. Foden został wybrany najlepszym piłkarzem tego turnieju.
25 września 2018 w meczu Pucharu Ligi z Oxford United zdobył swojego pierwszego gola w zespole seniorskim. W grudniu 2018 podpisał nowy kontrakt z Manchesterem City, obowiązujący do 2024 roku. 20 kwietnia 2019 w spotkaniu z Tottenham Hotspur strzelił swoją pierwszą bramkę w Premier League.
5 września 2020 Foden zaliczył debiut w seniorskiej reprezentacji Anglii w meczu Ligi Narodów przeciwko Islandii, a 18 listopada 2020 w spotkaniu rewanżowym tych samych reprezentacji, rozegranym na Wembley, wygranym przez Anglików 4:0, zdobył swoje dwie pierwsze bramki w barwach narodowych.
26 stycznia 2021 osiągnął poziom 100 oficjalnych spotkań rozegranych w koszulce Manchesteru City. Reprezentant Anglii zdobył w nich 24 gole. 2 października 2022 w wygranym 6:3 derbowym meczu z Manchesterem United zanotował swojego pierwszego hat-tricka w karierze.

## Sukcesy

### Manchester City
- Mistrzostwo Anglii: 2017/2018, 2018/2019, 2020/2021, 2021/2022, 2022/2023, 2023/2024
- Puchar Anglii: 2018/2019, 2022/2023
- Puchar Ligi Angielskiej: 2017/2018, 2018/2019, 2019/2020, 2020/2021
- Tarcza Wspólnoty: 2018, 2019
- Liga Mistrzów UEFA: 2022/2023
- Superpuchar Europy UEFA: 2023
- Klubowe mistrzostwo świata: 2023

### Reprezentacyjne
- Wicemistrzostwo Europy: 2020, 2024
- Mistrzostwo świata U-17: 2017
- Wicemistrzostwo Europy U-17: 2017

### Wyróżnienia
- Złota Piłka Mistrzostw świata U-17: 2017
- Gracz finału Pucharu Ligi Angielskiej: 2019/2020
- Drużyna turnieju Wicemistrzostwo Europy U-17: 2017